# Повх Лідія Петрівна
Лідія Петрівна Повх (Ходанич Лідія Петрівна) (народилася 25 квітня 1961 року в с. Кушниця Іршавського району Закарпатської області) — український педагог,  прозаїк, літературознавець, поетеса. Автор численних дитячих віршів, лауреатка літературних премій. Відмінник освіти України. Кандидат педагогічних наук, доцент.

## Біографія
Навчалася в Ужгородській середній школі №7, яку закінчила з золотою медаллю (1978). Закінчила філологічний факультет Ужгородського державного університету (1983). Працювала вчителем української мови та літератури в школах м. Ужгорода(1983—1995), викладачем в Закарпатському державному університеті та в Закарпатському художньому інституті (1995—2003).З 2004 року працює в Закарпатському інституті післядипломної педагогічної освіти. Кандидат педагогічних наук, доцент, завідувач кафедри педагогіки та психології Закарпатського інституту післядипломної педагогічної освіти.  Лаурет Всеукраїнських конкурсів "Вчитель року" (1994,1997) Член Національної спілки письменників України з 1997 року.

## Педагогічна робота
Автор посібників «Виховні та дидактичні аспекти ментального в українській поезії для дітей», «Уроки після школи: Культура мовлення», монографічного дослідження «Виховний потенціал дитячої літератури Закарпаття» (2010), понад 100 наукових публікацій у фахових виданнях з педагогіки.

## Поетичний доробок
Перший свій  вірш опублікувала в десять років (Ужгородська районна газета "Вогні комунізму"). Автор 12 книг для дітей та 5 збірок лірики.
Автор поетичних збірок «Гілка глоду» (2001), «Дощі і стіни»(2005); «Секрети словоскладання» (2009), «Навздогін Вергілію» (2011),  "Розкажи про все вітру" (2016), творів для дітей «Йшла ворона по перону» (1989), «Цар Іван — з кукурудзи качан» (1995), «Нумо гратися усі!» (1997), «Дражнилки» (1998), «Політ на кулі» (2001), «Біла хата на горбку» (2006), «Школярі-школярики» (2008), «Канікули» (2010), «Саламандра йде у мандри» (2011), «Як цуценя сніжинки ловило»(2015), "Наше місто превеселе"(2017), "Різьбив майстер колисочку"(2017). У 2020 видала книжку новел "Крапля меду".

## Нагороди
- Літературна премія імені Федора Потушняка (2002, 2007, 2010, 2020)
- Всеукраїнська літературна премія імені Зореслава (2009)
- Літературна премія «Благовіст» (2012)
- Літературна премія ім. Наталі Забіли журналу "Малятко" (2015)
- Ужгородська міська літературна премія ім. П.Скунця (2018)